# Raja Boutros Semrani
 (avril 2015).
Si vous disposez d'ouvrages ou d'articles de référence ou si vous connaissez des sites web de qualité traitant du thème abordé ici, merci de compléter l'article en donnant les références utiles à sa vérifiabilité et en les liant à la section « Notes et références ».
 (mars 2021).
La mise en forme du texte ne suit pas les recommandations de Wikipédia : il faut le « wikifier ».
Les points d'amélioration suivants sont les cas les plus fréquents :
- Les titres sont pré-formatés par le logiciel. Ils ne sont ni en capitales, ni en gras.
- Le texte ne doit pas être écrit en capitales (les noms de famille non plus), ni en gras, ni en italique, ni en « petit »…
- Le gras n'est utilisé que pour surligner le titre de l'article dans l'introduction, une seule fois.
- L'italique est rarement utilisé : mots en langue étrangère, titres d'œuvres, noms de bateaux, etc.
- Les citations ne sont pas en italique mais en corps de texte normal. Elles sont entourées par des guillemets français : « et ».
- Les listes à puces sont à éviter, des paragraphes rédigés étant largement préférés. Les tableaux sont à réserver à la présentation de données structurées (résultats, etc.).
- Les appels de note de bas de page (petits chiffres en exposant, introduits par l'outil «  Source ») sont à placer entre la fin de phrase et le point final[comme ça].
- Les liens internes (vers d'autres articles de Wikipédia) sont à choisir avec parcimonie. Créez des liens vers des articles approfondissant le sujet. Les termes génériques sans rapport avec le sujet sont à éviter, ainsi que les répétitions de liens vers un même terme.
- Les liens externes sont à placer uniquement dans une section « Liens externes », à la fin de l'article. Ces liens sont à choisir avec parcimonie suivant les règles définies. Si un lien sert de source à l'article, son insertion dans le texte est à faire par les notes de bas de page.
- La présentation des références doit suivre les conventions bibliographiques. Il est recommandé d'utiliser les modèles {{Ouvrage}}, {{Chapitre}}, {{Article}}, {{Lien web}} et/ou {{Bibliographie}}. Le mode d'édition visuel peut mettre en forme automatiquement les références.
- Insérer une infobox (cadre d'informations à droite) n'est pas obligatoire pour parachever la mise en page.

Pour une aide détaillée, merci de consulter Aide:Wikification.
Si vous pensez que ces points ont été résolus, vous pouvez retirer ce bandeau et améliorer la mise en forme d'un autre article.
Raja Boutros Semrani (en arabe رجا بطرس السمراني) est directeur de la Faculté des aeaux-arts et d'architecture (branche 2) de l’Université libanaise de Beyrouth, de 2015 à 2018. Il est également professeur dans le cadre et chercheur en théâtre depuis 1994.

## Formation et axes de recherche
Né le 14 octobre 1959 à Jaj, Liban, il obtient, en 2013, le doctorat d’État en art et sciences des arts de l’Université libanaise avec la mention « très bien » et autorisation de publication par l’Université. Sa recherche doctorale s’articule autour de l’Espace scénique. À travers six pièces avant-gardistes, appartenant au Théâtre de l'absurde, donc à une même période de développement technologique : les chaises de Eugene Ionesco, Fin de partie de Samuel Beckett, Le ping-pong de Arthur Adamov, Les nègres de Jean Genet, Le Cimetière des voitures de Fernando Arrabal, et La vie imaginaire de l’éboueur Auguste G d'Armand Gatti, il a montré la mode d’occupation de l’espace, autant visuel que virtuel, en adoptant dans son études trois procédés :
1. La gestualité et le déplacement des personnages et les changements scéniques qui en résultent.
2. Les relations salle/scène qui se produisent.
3. La langue et les effets visuels et sonores dans la création de l’espace scénique.

L’analyse de l’espace dans ces pièces contemporaines s’appuient sur le dynamisme spatial au cours de l’action dramatique, qui aboutit à un nouveau concept du prolongement scénique comme étant un aire de jeu libre, ouvert, et docile. Après quatre années d’études, Dr Semrani obtient le Diplôme d’Etudes Supérieures en théâtre de l’Institut des Beaux-Arts de l’Université Libanaise en 1982, et se rend en France pour poursuivre ses études de spécialisation et obtient son D.E.A. en théâtre et cinéma de l’Université Paris VIII. De retour au Liban, il décide de continuer ses études à l’Institut des Beaux-Arts de l’Université Libanaise où il obtient un diplôme de spécialisation en scénographie.

## Écrits sur le théâtre
Auteur de plusieurs ouvrages et articles tous en lien avec le théâtre, ses écrits investissent et décortiquent l’espace scénique. L’axe central autour duquel la majorité de ses publications tournent autour est le théâtre moderne et contemporain, voire la scénographie qui se tient sur l’interaction entre tous les éléments qui constituent la représentation (éclairage, voix, décor, scène, geste, costumes, langage...). De même, on trouve dans ses ouvrages des études concernant la littérature théâtrale (la dramaturgie ou l’écriture dramatique, et les sujets traités). 
On remarque un intérêt particulier pour Tchekhov, « père du théâtre moderne », comme étant l’auteur dont les ouvrages méritent d’être étudiés sur trois niveaux : social, dramaturgique et stylistique.
1. Niveau social : il a presque traité tous les sujets qui concernent l’Homme de son temps autant que l’Homme contemporain (soucis, difficultés, travail, amour, espoir…).
2. Niveau dramaturgique ; plus de protagoniste, le mouvement dramatique ne peut se réaliser qu’à travers le groupe.
3. Niveau stylistique : son style est simple, échangé et compris par tout le monde, plein des émotions et des contradictions qui demandent de l’acteur une grande habileté pour pouvoir se retourner d’un état d’âme à un autre dans quelques secondes durant le même acte.

## Travail académique
Dr. Semrani est un membre actif du Conseil du Ministère Libanais de la Culture depuis 2002. Parmi ses participations dans de multiples comités de l’Institut des Beaux-Arts de l’Université Libanaise, il fait partie du Comité de Développement des Cursus, selon le décret libanais no 2022/ 2004.

## Activités sociales
Il fut l’un des fondateurs du mouvement scout du club d’Amchit, Liban, ainsi que organisateur des séminaires de formation pour le travail social et professionnel (WMCA), travail de groupe, colonie de vacance.

## Publications d'ouvrages
(mars 2021).
- La morale au théâtre (Titre original : الاخلاق في المسرح), Dar Malaffat, coll. Etudes théâtrales, Beyrouth, 2009, 85 p.
- Entre l’arrivée de Godot et l’atteinte de Tar (Titre original : بين وصول غودو وبلوغ تار), Dar Malaffat, coll. Etudes théâtrales, Beyrouth, 2010, 79 p.
- Les effets théâtraux dans le rhinocéros (Tire original : المؤثرات المسرحية في وحيد القرن), Dar Malaffat, coll. Etudes théâtrales, Beyrouth, 2011, 78  p.
- Le voyage fatal au théâtre (Titre original الرحلة الحتمية في المسرح), Dar Malaffat, coll. Etudes théâtrales, Beyrouth, 2012, 68 p.

## Publications d'articles
- « Le vide dramatique » (Titre original : الفراغ الدرامي), dans كتابات معاصرة: فنون وعلوم، مجلّة الإبداع والعلوم الإنسانيّة، بيروت، العدد 59 (شباط-آذار 2006)، المجلّد 15.
- « Transformation provisoire de l’espace fermé » (Titre original : تحول مؤقّت للمساحة المغلقة), dans (فنّ وعمارة، مجلّة دوريّة علميّة محكّمة، الجامعة اللّبنانيّة، معهد الفنون الجميلة، بيروت، العدد 1 (كانون الأوّل 2006.
- « Tardieu, auteur avant-gardiste » (Titre original : (تارديو الطّليعيّ, dans كتابات معاصرة، بيروت، العدد 82 (تشرين الثّاني-كانون الأوّل 2011) ، المجلّد 21.
- « Le message de Tchekhov envahit » (Titre original : رسالة تشيكوف تخترق), dans كتابات معاصرة، بيروت، العدد 89 (أيلول- تشرين الأوّل 2013) ، المجلّد 23.